# التاريخ الأمريكي إكس
هو فيلم أمريكي من إنتاج عام 1998 من إخراج توني كاي وآلان سميثي وبطولة إدوارد نورتون وإدوارد فورلونغ. الفيلم حقق نجاحاً كبيراً وأثار ضجة أكبر حيث أنه تناول موضوع العنصرية ضد السود في الوقت الحالي ترشح، نورتون عن دوره في الفيلم لـ جائزة الأوسكار كأفضل ممثل في دور رئيسي لكنه لم ينالها، الفيلم له تقييم عال جداً على موقع IMDb وهو من ضمن المراكز الخمسين الأولى وقد صُنف كأحد أكثر الأفلام عنفاً في التاريخ في استطلاع أجرته مجلة Entertainment Weekly عام 2007.

## القصة
تبدأ أحداث الفيلم عند خروج ديريك، إدوارد نورتون من السجن فيعرض المخرج القصة بتسلسلين أولهما قصة كيف دخل ديريك إلى السجن بعد أن قتل شابان أسودان كانا يحاولان سرقة سيارته ويتابع مسيرة حياته في السجن وفي نفس الوقت يعرض الأحداث التي يواجهها بعد خروجه من السجن فيجد أخيه الأصغر  داني قد انضم إلى مجموعة من النازيين الجدد والتي كان هو قائدها قبل أن يدخل السجن والسبب الوحيد الذي جعل داني ينضم إلى هذه المجموعة هو اقتداءً بأخيه الأكبر لكن ما لا يعلمه داني هو أن أخيه ديريك قد تغير في السجن وأن له الآن صديقاً أو شبه صديق اسود اللون.
من خلال أحداث الفيلم يظهر سبب حقد ديريك على السود فوالده الذي كان اطفائياً قد قتل على يد مجموعة من السود بطريق الخطأ في محاولة لأطفاء حريق في حي يسكنه السود. يحاول ديريك أن يبعد أخيه عن هذا المسار لكن داني يشعر بأن هذه خيانة من قبل أخيه.

## الميزانية والإيرادات
رغم نجاح الفيلم الباهر عند النقاد إلا أن أرباحه لم تكن مرتفعة جدا حيث كلف إنتاجه 20 مليون دولار وحقق أرباح تقدر بـ 24 مليون دولار.

## وصلات خارجية
- التاريخ الأمريكي إكس على موقع IMDb (الإنجليزية)
- التاريخ الأمريكي إكس على موقع ميتاكريتيك (الإنجليزية)
- التاريخ الأمريكي إكس على موقع الموسوعة البريطانية (الإنجليزية)
- التاريخ الأمريكي إكس على موقع روتن توميتوز (الإنجليزية)
- التاريخ الأمريكي إكس على موقع نتفليكس (الإنجليزية)
- التاريخ الأمريكي إكس على موقع قاعدة بيانات الأفلام العربية
- التاريخ الأمريكي إكس على موقع ألو سيني (الفرنسية)
- التاريخ الأمريكي إكس على موقع Turner Classic Movies (الإنجليزية)
- التاريخ الأمريكي إكس على موقع أول موفي (الإنجليزية)
- التاريخ الأمريكي إكس على موقع بوكس أوفيس موجو (الإنجليزية)